# Temne
Temne är en folkgrupp i Sierra Leone, en av landets största med drygt 1,5 miljoner människor vid 1990-talets slut. Deras språk tillhör den atlantiska grenen inom Niger-Kongofamiljen.
Temnefolket är huvudsakligen fiskare och jordbrukare och odlar bland annat ris, hirs, maniok och grönsaker. Knappt hälften av dem är muslimer. På 1700-talet etablerade temne ett mäktigt imperium baserat på handelsverksamhet, men blev snart underkuvade av mandingo-folket (malinke).